# پائول راس
پائول راس (انگلیسی: Paul Reas؛ زادهٔ ۱۴ فوریهٔ ۱۹۵۵) عکاس اهل بریتانیا است.